# Філіпповська сільська рада (Каменський район)
Філі́пповська сільська рада (рос. Филипповский сельский совет) — сільське поселення у складі Каменського району Алтайського краю Росії.
Адміністративний центр — селище Філіпповський.

## Населення
Населення — 344 особи (2019; 432 в 2010, 619 у 2002).

## Склад
До складу сільської ради входять:
| Населений пункт        | Населення, осіб (2002) | Населення, осіб (2010) |
| ---------------------- | ---------------------- | ---------------------- |
| Зелена Дубрава, селище | 188                    | 112                    |
| Філіпповський, селище  | 431                    | 320                    |